# 라하이나 눈

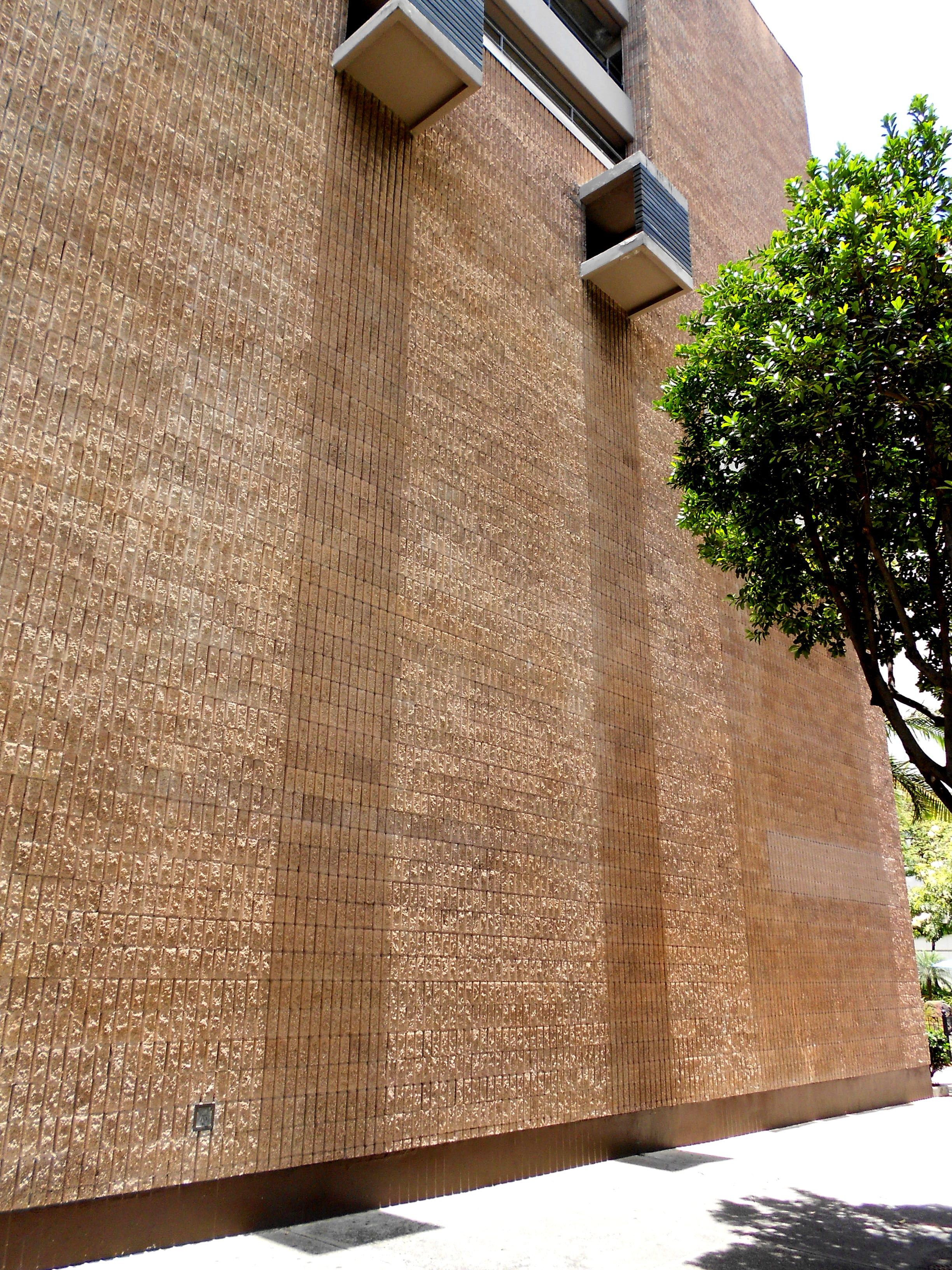
하와이 다운타운 호놀룰루의 라하이나 눈

라하이나 눈(Lāhainā Noon)은 태양이 정오에 천정에 정중하여 머리 바로 위를 지나갈 때 일 년에 두 번 나타나는 열대 태양 현상이다. 라하이나 눈(Lāhainā Noon)이라는 용어는 하와이의 비숍 박물관에서 만들어졌다.

## 설명
두 회귀선 사이 태양직하점은 열대 지방을 통과한다. 하와이는 미국에서 유일하게 열대 지방에 위치한 주로 라하이나 눈을 경험할 수 있는 유일한 주이다.
북회귀선과 남회귀선 사이의 하와이를 비롯한 다른 지역들은 하지점 전후에 태양의 겉보기 경로가 머리 위로 지나갈 때 태양의 직사광선을 받게 된다.
라하이나 눈은 하와이-알류샨 표준시로 12시 16분에서 12시 43분 사이에 발생할 수 있다. 이 순간에는 똑바로 서 있는 물체(깃대, 기둥, 전신주 등)가 바깥쪽으로 그림자를 드리우지 않는다. 하와이 가장 남쪽 지점들은 북부 지역보다 이른 날짜와 늦은 날짜에 라하이나 눈을 경험한다. 예를 들어, 2001년 하와이섬 힐로에서는 5월 18일과 7월 24일 경, 마우이섬 카훌루이에서는 5월 24일과 7월 18일, 오아후섬 호놀룰루에서는 5월 26일과 7월 15일, 카우아이섬 리후에에서는 5월 31일과 7월 11일에 머리 바로 위로 태양이 지나갔다. 각각의 날짜 사이에 태양은 정오 때 약간 북쪽에 위치한다.
1990년대 비숍 박물관이 후원한 경연에서 선정된 라하이나 눈(Lāhainā Noon)은 하와이어로 "잔인한 태양"을 의미하는 라 하이나(la hainā, 하와이 라하이나의 옛이름)에서 유래하였다. 이 현상의 고대 하와이 명칭은 카우 카 라 이 카 롤로(kau ka lā i ka lolo)로 "태양이 두뇌 위에 놓여있다"라는 뜻이다.

## 대중문화
이 현상은 하와이 언론에서 다룬 적이 많다
이 현상과 관련된 활동도 있다. 에릭 폴 셰이퍼의 "Lāhainā Noon"(Leaping Dog, 2005년) 등, 이 현상을 소재로 한 이야기도 있으며, "Aloha from Beyond Hawai'i"로 카 팔라팔라 포오켈라(Ka Palapala Po'okela) 도서 상을 수상하였다.
세계적으로 유명한 예술가이자 조경가인 이사무 노구치가 만든 호놀룰루의 독특한 조각품인 〈스카이 게이트〉(Sky Gate)는 구부려지고 울퉁불퉁한 고리가 회전하면서 높이가 급격히 변하는 것이 특징이다. 1년 중 대부분은 땅에 굽고 뒤틀린 그림자를 드리우지만, "라하이나 눈" 기간에는 높이 조절 고리가 땅에 완벽한 원형 그림자를 드리운다.

## 같이 보기
- 그림자로 키블라 관찰
- 해시계
- 제로 섀도우 데이

## 더 읽어보기
- Pruitt, B. (2002). 《Explore Kauai》. Mutual Publishing. 17쪽. ISBN 1-56647-560-0.
- Williams, Jack (2005년 5월 17일). “Sun beams directly down on Hawaii in May, July”. 《USA Today》.